# Jérôme Ferrer
Jérôme Ferrer est un chef cuisinier  et entrepreneur français, né en 1974 à Narbonne. Il est aussi chroniqueur culinaire à la télévision et dans la presse, ainsi qu'auteur de plusieurs ouvrages de recettes et essais.
Il est chef exécutif du restaurant Europea, à Montréal, et Grand Chef Relais & Châteaux. Sa cuisine inspirée de la gastronomie française a été plusieurs fois récompensée par Les Grandes Tables du Monde, la Société des Chefs, Cuisiniers et Pâtissiers du Québec ou encore TripAdvisor. Son art culinaire s’exprime aussi dans les restaurants Le Cellier Du Roi au golf Royal Bromont, au bistro Beaver Hall, et à la franchise de casse-croûte du terroir Jerry. 
Jérôme Ferrer défend le plaisir de la cuisine et du partage, et il s’attache à mettre en valeur les produits du terroir québécois. 

## Biographie
Jérôme Ferrer est diplômé en hôtellerie de l'école hôtelière Vatel.  
Il rencontre pendant sa formation ses amis Patrice de Felice et Ludovic Delonca avec qui il est associé depuis le lancement de leur premier restaurant, « Le Panoramique » en 1996 à Saint-Cyprien (Pyrénées-Orientale). Les trois associés vendent leur restaurant en 2001 pour s’installer au Canada et ouvrir en 2002 le restaurant Europea.
Le succès de l’Europea, lance Jérôme Ferrer sur la scène gastronomique et médiatique québécoise. Il ouvre par la suite d’autres établissements à Montréal et à l’étranger, collabore avec des entreprises privées, publie des ouvrages et ouvre un centre de transformation alimentaire.
En 2016, il s’associe au producteur, et fondateur du festival « Juste Pour Rire » Gilbert Rozon et lance une franchise de casse-croûte, Jerry. 

## Restaurants
- 2002 - Restaurant Europea : Relais gourmand - Relais     & Châteaux (Montréal - Canada)
- 2005 - Brasserie le Beaver Hall : Bistronomie de type grande brasserie parisienne et  nord-américaine  (Quartier des affaires - Montréal - Canada)
- 2008 - Andiamo : Restaurant  de spécialités méditerranéennes (Quartier des affaires - Montréal - Canada)
- 2009 - Per Paolo : Quatre brasseries en partenariat (Sao Paulo, Brésil)
- 2010 - Birks Café : Restaurant gastronomique et salon de thé situé dans la bijouterie Birks, en association avec le comédien et animateur de télévision Francis Reddy (Centre-ville Montréal - Canada)
- 2015- Le Cellier du Roi par Jérôme Ferrer du Royal Bromont (Bromont- Canada)
- 2016 – Jerry : Bannière de restaurants casse-croute du terroir franchisés, en partenariat avec Gilbert Rozon et Juste pour Rire.

## Autres réalisations
- 2004 - Europea Espace Boutique : Prêts à manger et à emporter  (Vieux-Montréal - Canada)
- 2006 - L’Atelier culinaire : cours de cuisine pour groupes et individuels (Centre-ville Montréal - Canada)
- 2007 - Signé : Service traiteurs à domicile et corporatif  (Centre-ville Montréal - Canada)
- 2012 - La Presse Café : Restaurant d’entreprise privée au sein du journal La Presse, quotidien du Québec (Vieux-Montréal - Canada)
- 2013 - Café Grévin : Ouverture du café Grévin le 17 avril 2013 en partenariat avec le musée Grévin de Paris (Centre-ville Montréal - Canada)
- 2013 - CDA-TEQ : Ouverture Centre de transformation agroalimentaire (usine de production et  sous-traitance aux normes du MAPAQ pour la sous-traitance nationale de 8500 pi2)  (Montréal - Canada)
- 2013 – Acquisition du domaine viticole La terre de mon père
- 2014- Création de la société privée d’importation de vins AMG
- 2016 – Europea Mobile : Camions de rue gourmands
- 2017 – Jerry Mobile : Camions de rue du terroir

## Titres et récompenses

### Tîtres
- Membre de l’académie culinaire de France depuis 2007
- Membre de l'Association des maîtres cuisiniers de France depuis 2009
- Grand Chef Relais     & Châteaux  depuis 2011
- Membre du Conseil d’Administration de Tourisme     Montréal depuis 2008
- Membre du Conseil d’Administration de l’ARQ (Association des restaurateurs du Québec) depuis 2009

### Récompenses
- Restaurant de l’année (2009, 2010, 2011 et 2012) - Guide Debeur, Voir, le journal de Montréal et le Devoir
- Travellers’ Choice Restaurants – Top 10 mondial, par TripAdvisor - 2012
- Les Grandes Tables du Monde- depuis 2013
- Travellers’ Choice Restaurants – Meilleur restaurant du Canada, par TripAdvisor – 2014
- Diplôme Honoris Causa – Institut de tourisme et d'hôtellerie du Québec – 2016
- Entrepreneur de l’année – Gault & Millau - 2016

## Œuvre

### Éditions
- 2005 - Je cuisine à la manière de Jérôme Ferrer, éditions Communiplex
- 2007 - Les secrets des sauces, éditions La Presse
- 2008 - Les secrets des desserts, éditions La Presse
- 2009 - Les secrets des légumes, éditions La Presse
- 2010 - Végétarien, éditions La Presse
- 2011 - Mes restos, mes recettes, éditions La Presse
- 2012 - Les secrets des bouchées apéritives, éditions La Presse
- 2012 - Lettre à jeune Chef, éditions VLB
- 2013 - Saisons Gourmandes, édition de La Semaine
- 2014 – Les secrets des soupes, veloutés et potages, éditions La Presse
- 2017 – La Bible des Sauces, éditions La Presse
- 2018 – Faim de vivre, éditions Flammarion

### Télévisions
Chroniqueur culinaire permanent à travers de nombreuses émissions télé (Radio-Canada, TVA, V télé, TV5, etc.)
- Des kiwis et des hommes, Radio-Canada 2005 à 2012
- Le show du matin, V télé, 2012 à 2014
- Cap sur l’été, Radio Canada 2013 à 2015
- Pour le plaisir, Radio Canada, 2013 à 2016
- Indice Uv, Radio Canada, 2017

### Magazines
- Chroniqueur culinaire dans le magazine Le must alimentaire,  Émotion Gourmande 2011 à 2016
- Chroniqueur culinaire dans le magazine La Semaine, Recettes Gourmandes 2013 à 2015

## Sources
- Radio-Canada;
- Le Devoir;
- La Presse;
- Le Soleil;
- Radio-Canada;
- HuffingtonPost ;
- Radio-Canada ;
- La Presse;
- Voir;
- La Presse;
- Infopresse;
- Voir;
- Tva Nouvelles;
- La Presse;
- Voir;
- Huffington;
- La Presse;
- Montréal Gazette;
- Voir; * Huffington.